# Turbo intercostalis
Turbo intercostalis là một loài ốc biển, là động vật thân mềm chân bụng sống ở biển trong họ Turbinidae.

## Hình ảnh

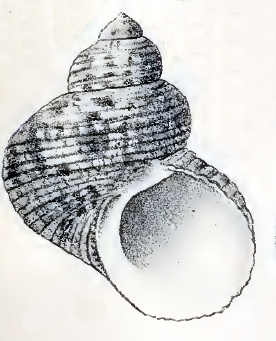

## Tham khảo

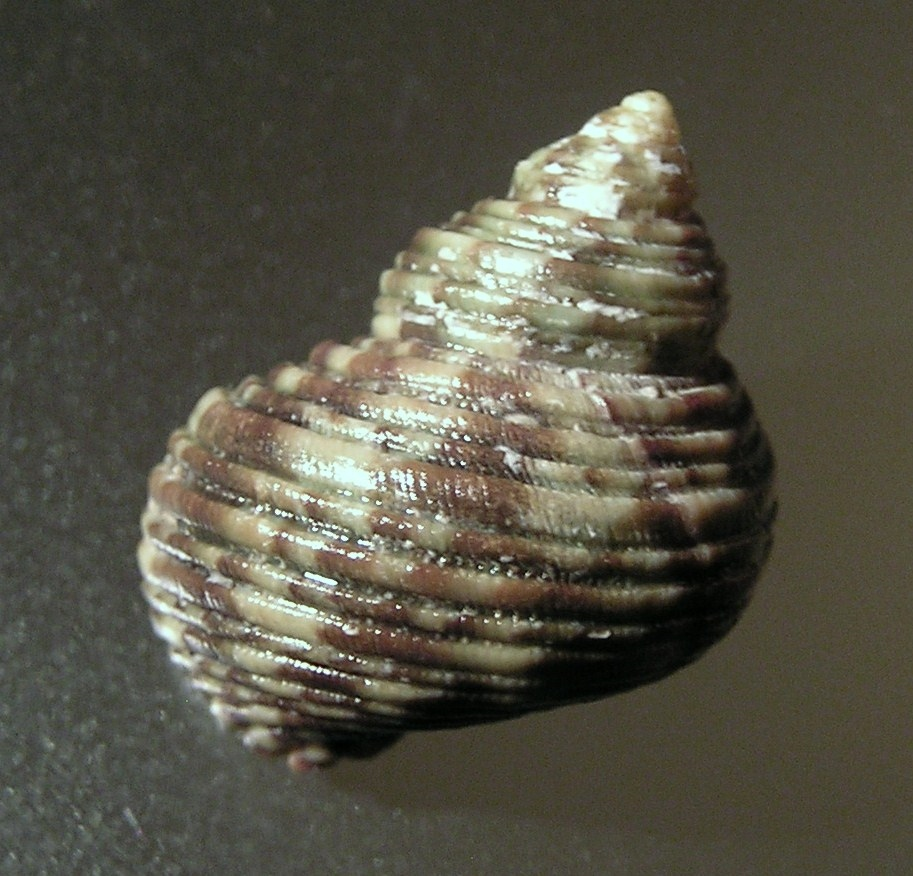
Abapertural view